# Cacciata dei mercanti dal Tempio (Luca Giordano)
La Cacciata dei mercanti dal tempio è un affresco di Luca Giordano realizzato nel 1684 per la controfacciata della Chiesa dei Girolamini di Napoli.

## Storia
La controfacciata della chiesa monumentale dei Girolamini in Napoli è decorata con il grande affresco di Luca Giordano che raffigura l'episodio narrato dai Vangeli di Marco e Giovanni della cacciata dei mercanti dal tempio; il tempio di Gerusalemme era invaso da mercanti e banchieri e Cristo, scacciandoli, lo ripristina come luogo di preghiera.
L'opera fu realizzata nel 1684, come si evince dall'iscrizione in basso a destra che reca anche la firma del maestro napoletano. Bernardo de Dominici nel 1745 nelle sue Vitericorda che Luca Giordano si valse della collaborazione di Carlo Moscatiello per la pittura delle architetture che invece studi recenti hanno attribuito ad Arcangelo Guglielmelli.

## Descrizione e stile
Dal punto di vista della composizione degli spazi, l'opera si ispira all'affresco di Giovanni Lanfranco raffigurante la Piscina probatica nella chiesa napoletana dei Santi Apostoli. In entrambe le opere la scena si svolge in un edificio aperto all'esterno sorretto da colonne; nell'affresco di Lanfranco le architetture hanno una compostezza quasi classica e sono definite in una luce chiara e diffusa, in quello del Giordano invece la nube da cui emergono gli angeli inonda la scena con una luce calda e dorata che si riflette sugli edifici dai colori pastello creando forti effetti di chiaroscuro. La cacciata si differenzia dalla Piscina probatica anche per il notevole senso di movimento che domina il dipinto e per il contrasto tra la concitazione della fuga dei mercanti che cercano di mettere in salvo le masserizie e la sorpresa di chi si è appena accorto di quello che sta accadendo; la fuga del pastore col suo gregge e il prestatore di denaro che si affretta a raccogliere le monete sul ballatoio di sinistra contrastano con l'atteggiamento più incuriosito che spaventato della venditrice di pani e dell'uomo col mantello che si attardano sulla scalinata. Tutti barocchi sono gli effetti illusionistici dell colonnato che riprende quello della chiesa, della scena in cui un venditore inginocchiato sulla sovrapporta dell'ingresso principale cerca di salvare una cesta di uova e la generale visione d'insieme scorciata dal basso verso l'alto che coinvolge maggiormente lo spettatore.
Il messaggio evangelico del rispetto della sacralità del luogo è completato ai lati sulle porte di accesso ai campanili da due affreschi del 1736 di Ludovico Mazzanti ispirati a storie del Vecchio Testamento; quello di destra rappresenta l'episodio narrato nel secondo libro dei Maccabei in cui gli angeli scacciano Eliodoro, inviato dal re di Siria  a impadronirsi del tesoro del tempio di Gerusalemme, in quello di sinistra è raffigurata la punizione di Ozia narrata nel Secondo Libro delle Cronache, re di Giuda, fulminato da Dio con la lebbra per aver usurpato le funzioni sacerdotali.